# Ferdinand Hodler
Ferdinand Hodler (Gürzelen, 14. ožujka 1853. – Ženeva, 20. svibnja 1918.) je bio najpoznatiji švicarski slikar na prijelazu iz 19. u 20. stoljeće.
Rođen je u Bernu kao najstariji od šestoro djece. Njegov otac, Jean Hodler, je živio skromno kao drvodjelja, dok je njegova majka Marguerita (rođena Neukomm) bila iz seljačke obitelji. Kao osmogodišnjak Holder je izgubio oca i dva mlađa brata koji su umrli od tuberkuloze. Naposljetku je od te bolesti preminula sva njegova bliža rodbina, što je u umjetniku usadilo snažnu svijest o smrtnosti. Još kao desetogodišnjak naučio je dekorativno slikarstvo od svog očuha, te je naposljetku poslan u Thun kako bi bio šegrt kod lokalnog slikara Ferdinanda Sommera. Njegovi rani radovi su konvencionalni pejzaži koje je prodavao brojnim turistima. Godine 1871., kada je imao osamnaest godina, otputovao je u Ženevu kako bi započeo svoju slikarsku karijeru.
Njegovi rani zreli radovi su većinom pejzaži švicarskih Alpi i jezera, kompozicije figura i oštro karakterizirani portreti, iznimnog realizma. Otputovao je u Basel 1875. god. gdje je proučavao slike slavnih umjetnika, posebno „Mrtvog Krista“ Hansa Holbeina, što je utjecalo na njegove brojne prikaze teme smrti. Tijekom posljednjeg desetljeća 19. st., na njegovo slikarstvo djelovali su brojni utjecaji poput simbolizma i art nouveaua. Razvio je stil koji on naziva „paralelizam“, a karakteriziraju ga skupine figura simetrično organiziranih u pozama koje sugeriraju ritulane plesove. Tako je sa slikom "Noć" napustio svoj prvotni naturalizam i prešao na monumentalnu figuralnu kompoziciju koja se stiliziranim oblicima približava dekoraciji.
God. 1884., Hodler je upoznao Augustine Dupin (1852. – 1909.) koja je postala njegov dugogodišnji partner i model. Njihov sin, Hector Hodler, rođen 1887. god., osnovo je Svjetsku Esperanto udrugu 1908. god. Od 1889. god., do njihovog razvoda 1891. god., Hodler je bio oženjen Berthom Stucki, koja je naslikana na slici Poezija  iz 1897. god. koja se nalazi u Muzeju za dizajn (Museum für Gestaltung) u Zürichu.
Tijekom njegove posljednje slikarske faze, njegove slike su poprimile ekspresionističke elemente sa snažno obojenim geometrijskim figurama. Pejzaži su svedeni na esencijalne oblike, počesto samo nazubljene ivica horizonta. No, najpoznatije Holderove slike prikazuju scene u kojima su likovi u svakodnevnim djelatnostima, poput slavnog drvosječe (Der Holzfäller, Musée d'Orsay, Pariz). Ova slika se našla na poleđini švicarskih 50 franaka koje je izdala švicarska nacionalna banka.
God. 1898., Hodler je oženio Berthe Jacques, a 1908. upoznao je Valentine Godé-Darel, koja je postala njegovom ljubavnicom. Od 1913. god. njoj je dijagnosticiran rak, a brojne sate koje je Hodler proveo uz njenu bolesničku postelju možemo prepoznati na njegovim slikama na kojima je pratio njeno propadanje. God. 1914., osudio je njemačku uporabu topništva prilikom bombardiranja Reimsa, na što su njemački muzeji isključili njegova djela iz svojih postavki.  Smrt njegove ljubavnice u siječnju 1915. god. jako je utjecalo na umjetnika, te se on povukao u stvaralačku intimu gdje je nastalo dvadesetak introspektivnih autoportreta. Koncem 1917. god. njegovo narušeno zdravlje ga je ponukalo na misli o samoubojstvu. Umro je 19. svibnja 1918. god. u Ženevi ostavivši brojne nedovršene pejzaže ovog grada.
- Portret Louise-Delphine Duchosal, 1885., ulje na platnu, 55x46.5 cm, Winterthur.
- Odabrani, 1894., ulje na platnu, 219 × 296 cm, Bern.
- Ženevsko jezero s Chexbresa, 1905., ulje na platnu.
- Drvosječa, 1910., ulje na platnu, 55 × 47 cm, muzej umjetnosti Sao Paolo, Brazil.